# Domperidone
Domperidone, được bán dưới tên thương hiệu Motilium, là một chất đối kháng thụ thể dopamine chọn lọc ngoại vi được phát triển bởi Janssen Pharmaceutica và được sử dụng như một chất chống nôn, thuốc tiêu hóa và galactagogue. Nó có thể được dùng bằng đường uống hoặc trực tràng, và có sẵn ở dạng viên nén, viên uống tan rã (dựa trên công nghệ Zydis), huyền phù và thuốc đặt. Thuốc được sử dụng để làm giảm buồn nôn và nôn; để tăng quá trình vận chuyển thức ăn qua dạ dày (bằng cách tăng nhu động đường tiêu hóa); và để thúc đẩy sự tiết sữa (sản xuất sữa mẹ) bằng cách giải phóng prolactin.

## Sử dụng trong y tế
Nó đã được báo cáo vào năm 2007 rằng domperidone có sẵn ở 58 quốc gia, bao gồm Canada, nhưng việc sử dụng hoặc chỉ định của domperidone khác nhau giữa các quốc gia. Ở Ý, nó được sử dụng trong điều trị bệnh trào ngược dạ dày thực quản và ở Canada, thuốc được chỉ định trong các rối loạn vận động đường tiêu hóa trên và để ngăn ngừa các triệu chứng rối loạn tiêu hóa liên quan đến việc sử dụng các thuốc chống co thắt chủ vận dopamine. Ở Anh, domperidone chỉ được chỉ định để điều trị buồn nôn và nôn và thời gian điều trị thường giới hạn trong 1 tuần.
Tại Hoa Kỳ, domperidone hiện không phải là thuốc được bán trên thị trường hợp pháp và không được chấp thuận bán tại Hoa Kỳ vào ngày 7 tháng 6 năm 2004, FDA đã đưa ra cảnh báo công khai rằng việc phân phối bất kỳ sản phẩm nào có chứa domperidone là bất hợp pháp.

### Buồn nôn và ói mửa
Có một số bằng chứng cho thấy domperidone có hoạt tính chống nôn. Đó là khuyến cáo trong hướng dẫn của Hiệp hội đau đầu Canada trong điều trị buồn nôn liên quan đến chứng đau nửa đầu cấp tính.

### Gastroparesis
Gastroparesis là một tình trạng y tế đặc trưng bởi sự làm trống dạ dày bị trì hoãn khi không có tắc nghẽn đường ra dạ dày cơ học. Nguyên nhân của nó thường là vô căn, biến chứng tiểu đường hoặc kết quả của phẫu thuật bụng. Tình trạng gây buồn nôn, nôn, no sau khi ăn, no sớm (cảm thấy no trước khi bữa ăn kết thúc), đau bụng và đầy hơi.
Domperidone có thể hữu ích trong bệnh dạ dày tiểu đường và vô căn.
Tuy nhiên, tăng tỷ lệ làm rỗng dạ dày gây ra bởi các loại thuốc như domperidone không phải lúc nào cũng tương quan (tương đương) tốt với việc giảm các triệu chứng.

### Bệnh Parkinson
Bệnh Parkinson là một tình trạng thần kinh mãn tính, trong đó việc giảm dopamine trong não dẫn đến cứng khớp (cứng khớp vận động), run và các triệu chứng và dấu hiệu khác. Chức năng tiêu hóa kém, buồn nôn và nôn là một vấn đề lớn đối với những người mắc bệnh Parkinson vì hầu hết các loại thuốc dùng để điều trị bệnh Parkinson đều được dùng bằng đường uống. Những loại thuốc này, chẳng hạn như levodopa, có thể gây buồn nôn do tác dụng phụ. Hơn nữa, các loại thuốc chống buồn nôn, chẳng hạn như metoclopramide, vượt qua hàng rào máu não có thể làm nặng thêm các triệu chứng ngoài kim tự tháp của bệnh Parkinson.
Domperidone có thể được sử dụng để làm giảm các triệu chứng tiêu hóa trong bệnh Parkinson; nó chặn các thụ thể D2 ngoại biên nhưng không vượt qua hàng rào máu của người dùng ở liều bình thường (hàng rào giữa tuần hoàn máu của não và phần còn lại của cơ thể) nên không có tác dụng đối với các triệu chứng ngoại tháp của bệnh. Ngoài ra, domperidone có thể tăng cường khả dụng sinh học (tác dụng) của levodopa (một trong những phương pháp điều trị chủ yếu trong bệnh Parkinson).
Mặc dù các tính năng này làm cho domperidone trở thành một loại thuốc hữu ích trong bệnh Parkinson, nhưng cần thận trọng do tác dụng phụ gây độc cho tim của domperidone đặc biệt là khi tiêm tĩnh mạch, ở người già và ở liều cao (> 30 mg mỗi ngày). Một dấu hiệu lâm sàng về độc tính tiềm tàng của domperidone đối với tim là sự kéo dài (kéo dài) của khoảng QT (một đoạn của mô hình điện của tim).

### Khó tiêu chức năng
Domperidone có thể được sử dụng trong chứng khó tiêu chức năng ở cả người lớn và trẻ em.

### Thời gian cho con bú
Các hormone prolactin kích thích tiết sữa (sản xuất sữa mẹ). Dopamine, được giải phóng bởi vùng dưới đồi ngăn chặn sự giải phóng prolactin từ tuyến yên. Domperidone, bằng cách hoạt động như một chất chống dopaminergic, dẫn đến tăng tiết prolactin, và do đó thúc đẩy sự tiết sữa (đó là một galactogogue). Domperidone làm tăng vừa phải thể tích sữa mẹ vắt ra ở những bà mẹ sinh non, nơi biểu hiện sữa mẹ không đủ, và dường như an toàn khi sử dụng ngắn hạn cho mục đích này. Ở Hoa Kỳ, domperidone không được chấp thuận cho sử dụng này hoặc bất kỳ mục đích sử dụng nào khác.
Một nghiên cứu gọi là thử nghiệm EMPOWER được thiết kế để đánh giá hiệu quả và độ an toàn của domperidone trong việc hỗ trợ các bà mẹ sinh non cung cấp sữa mẹ cho trẻ sơ sinh. Nghiên cứu đã chọn ngẫu nhiên 90 bà mẹ sinh non để nhận domperidone 10 mg uống ba lần mỗi ngày trong 28 ngày (Nhóm A) hoặc giả dược 10 mg uống ba lần mỗi ngày trong 14 ngày, sau đó dùng domperidone 10 mg uống ba lần mỗi ngày trong 14 ngày (Nhóm B). Lượng sữa trung bình khi bắt đầu can thiệp là tương tự nhau giữa 2 nhóm. Sau 14 ngày đầu tiên, 78% bà mẹ dùng domperidone (Nhóm A) đạt được mức tăng 50% về lượng sữa, trong khi 58% bà mẹ dùng giả dược (Nhóm B) đạt được mức tăng 50% về lượng sữa.
Để gây cho con bú, domperidone được sử dụng với liều lượng từ 10 đến 20 mg trong 3 hoặc 4 lần mỗi ngày bằng đường uống. Hiệu ứng có thể được nhìn thấy trong vòng 24 giờ hoặc có thể không được nhìn thấy trong 3 hoặc 4 ngày. Hiệu quả tối đa xảy ra sau 2 hoặc 3 tuần điều trị và thời gian điều trị thường kéo dài trong 3 đến 8 tuần. Một đánh giá năm 2012 cho thấy rằng không có nghiên cứu nào hỗ trợ sử dụng thuốc galactagogue trong bất kỳ thai kỳ nào kể cả Domperidone.

### Trào ngược trẻ em
Domperidone đã được tìm thấy có hiệu quả trong điều trị trào ngược ở trẻ em. Tuy nhiên, một số chuyên gia cho rằng nguy cơ của nó bị cấm trong điều trị trào ngược ở trẻ sơ sinh.

## Chống chỉ định
- Chất ức chế CYP3A4 (ví dụ, triazole thuốc chống nấm như ketoconazole, itraconazole, fluconazole; macrolid kháng sinh như erythromycin và clarithromycin; nước bưởi; mạnh khác CYP3A4 chất ức chế)
- Thuốc kéo dài QT như amiodarone [35]
- Prolactin tiết ra khối u tuyến yên (prolactinoma) hoặc tăng prolactin máu
- Rối loạn cơ học như tắc ruột, xuất huyết tiêu hóa hoặc thủng ruột
- Suy gan vừa phải (bệnh gan)
- Suy thận nặng (bệnh thận)
- Bệnh tim

## Tác dụng phụ
Tác dụng phụ liên quan đến Domperidone bao gồm khô miệng, đau bụng, tiêu chảy, buồn nôn, phát ban, ngứa, phát ban, và tăng prolactin máu (các triệu chứng trong đó có thể bao gồm nở ngực, galactorrhea, đau vú/cứng, nữ hóa tuyến vú, thiểu năng sinh dục, và kinh nguyệt không đều). Do phong tỏa của thụ thể D2  trong hệ thống thần kinh trung ương, D 2 thuốc đối kháng thụ như metoclopramide cũng có thể sản xuất một loạt các tác dụng phụ khác bao gồm buồn ngủ, akathisia, bồn chồn, mất ngủ, mệt mỏi, mệt mỏi, triệu chứng ngoại tháp, dystonia, triệu chứng Parkinson, tardive rối loạn vận động, và trầm cảm. Tuy nhiên, đây không phải là trường hợp của domperidone, bởi vì, không giống như các thuốc đối kháng thụ thể D 2 khác, nó tối thiểu vượt qua hàng rào máu não và vì lý do này, hiếm khi liên quan đến các tác dụng phụ như vậy.

### Nồng độ prolactin dư thừa
Do phong tỏa thụ thể D 2, domperidone gây tăng prolactin máu. Hyperprolactinemia có thể ngăn chặn sự bài tiết của hoóc môn giải phóng gonadotropin (GnRH) từ vùng dưới đồi, đến lượt nó ức chế sự bài tiết của hormone kích thích nang (FSH) và luteinizing hormone (LH) và dẫn đến thiểu năng sinh dục (thấp hormone giới tính (ví dụ, testosterone, estradiol) cấp độ). Như vậy, bệnh nhân nam có thể gặp phải ham muốn thấp, rối loạn chức năng cương dương và suy giảm khả năng sinh tinh. Cũng theo hyperprolactinemia, 10-15% bệnh nhân nữ đã được báo cáo để trải nghiệm mammoplasia (nở ngực), mastodynia (đau ngực/dịu dàng), galactorrhea (không phù hợp hoặc quá mức sữa sản xuất/tiết), và vô kinh (chấm dứt chu kỳ kinh nguyệt) với điều trị bằng domperidone. Gynecomastia đã được báo cáo ở nam giới được điều trị bằng domperidone, và galactorrhea cũng có thể xảy ra ở nam giới.

### Phản ứng hiếm

#### Phản ứng tim
Sử dụng Domperidone có liên quan đến việc tăng nguy cơ tử vong do tim đột ngột (70%)  rất có thể thông qua tác dụng kéo dài của khoảng QT tim và rối loạn nhịp thất. Nguyên nhân được cho là phong tỏa các kênh kali bị kiểm soát điện thế. Nguy cơ phụ thuộc vào liều, và dường như là lớn nhất khi dùng liều cao/rất cao thông qua tiêm tĩnh mạch và ở người cao tuổi, cũng như với các thuốc tương tác với domperidone và tăng nồng độ lưu hành (cụ thể là thuốc ức chế CYP3A4). Báo cáo mâu thuẫn tồn tại, tuy nhiên. Ở trẻ sơ sinh và trẻ sơ sinh, việc kéo dài QT gây tranh cãi và không chắc chắn.

#### Độc tính trung tâm trung ương có thể có ở trẻ sơ sinh
Ở Anh, một trường hợp pháp lý liên quan đến cái chết của hai đứa con của một người mẹ có ba đứa con đều bị tăng huyết áp. Cô bị buộc tội đầu độc trẻ em bằng muối. Một trong những đứa trẻ, được sinh ra ở tuần thai thứ 28 với các biến chứng hô hấp và đã gây ra chứng trào ngược dạ dày thực quản và không phát triển mạnh được kê đơn domperidone. Một người biện hộ cho người mẹ cho rằng đứa trẻ có thể bị hội chứng ác tính thần kinh do tác dụng phụ của domperidone do thuốc vượt qua hàng rào máu não chưa trưởng thành của trẻ.

## Tương tác
Domperidone hầu như được chuyển hóa hoàn toàn bởi CYP3A4, và vì lý do này, các chất ức chế và cảm ứng của enzyme này có thể làm thay đổi quá trình chuyển hóa và nồng độ của domperidone. Hơn nữa, domperidone đã được xác định là chất ức chế CYP3A4 (Ki = 12 μM) dựa trên cơ chế khiêm tốn và ước tính có thể làm tăng nồng độ trong huyết thanh của chất nền CYP3A4 khoảng 50%.
Itraconazole và ketoconazole, cả hai được sử dụng để điều trị nhiễm nấm, là chất ức chế CYP3A4 mạnh và làm tăng nồng độ trong huyết tương của domperidone. Ở những người tình nguyện khỏe mạnh, ketoconazole làm tăng nồng độ C<sub id="mwAXY">max</sub> và AUC của domperidone lên gấp 3 đến 10 lần. Điều này được đi kèm với việc kéo dài khoảng QT khoảng 10 phút20 mili giây khi domperidone 10   mg bốn lần mỗi ngày và ketoconazole 200   mg hai lần mỗi ngày đã được dùng, trong khi domperidone tự dùng với liều lượng được đánh giá không tạo ra hiệu quả như vậy. Như vậy, domperidone với ketoconazole hoặc các chất ức chế CYP3A4 khác là một sự kết hợp nguy hiểm tiềm tàng.
Erythromycin và một số kháng sinh macrolide khác là chất ức chế CYP3A4 và ức chế chuyển hóa domperidone (in vitro), do đó làm tăng nồng độ của domperidone và tác dụng phụ tiềm tàng của thuốc. Điều này rất đáng quan tâm vì cả hai loại thuốc này đều có thể được sử dụng để điều trị bệnh dạ dày.
Có bằng chứng cho thấy không nên dùng domperidone với nước ép bưởi, đây là chất ức chế CYP3A4 được biết đến.

## Dược lý

### Dược lực học
Domperidone là một chất đối kháng thụ thể dopamine D <sub id="mwAZI">2</sub> và D <sub id="mwAZQ">3</sub> chọn lọc ngoại vi. Nó không có tương tác có ý nghĩa lâm sàng với thụ thể D1, không giống như metoclopramide. Thuốc giúp giảm buồn nôn bằng cách chặn các thụ thể D 2 trong vùng kích hoạt chemoreceptor (một vị trí trong hệ thống thần kinh làm trung gian buồn nôn) ở sàn của tâm thất thứ tư (một vị trí gần não). Nó làm tăng khả năng vận động ở đường tiêu hóa trên ở mức độ vừa phải và tăng  áp lực cơ thắt thực quản dưới bằng cách ngăn chặn các thụ thể dopamine trong hang vị dạ dày và tá tràng. Nó ngăn chặn các thụ thể dopamine trong tuyến yên trước tăng giải phóng prolactin, từ đó làm tăng tiết sữa. Domperidone có thể hữu ích hơn trong một số bệnh nhân và gây ra thiệt hại ở những người khác bằng cách của di truyền của con người, chẳng hạn như đa hình trong vận chuyển ma túy gen ABCB1 (mã hóa P-glycoprotein), các kênh kali cổng điện áp KCNH2 (hERG / K v 11.1), và -adrenoceptor α 1D gen ADRA1D. 

#### Ảnh hưởng đến mức độ prolactin
Liều 20 mg domperidone uống đã được tìm thấy để tăng nồng độ prolactin huyết thanh trung bình (đo 90 phút sau khi dùng thuốc) ở phụ nữ không cho con bú từ 8.1 ng/mL đến 110,9 ng/ mL (tăng 13,7 lần). Điều này tương tự với sự gia tăng nồng độ prolactin được sản xuất bởi một 20   mg liều uống metoclopramide (7.4   ng / mL đến 124.1   ng / mL; Tăng 16,7 lần). Sau hai tuần điều trị mãn tính (30   mg / ngày trong cả hai trường hợp), sự gia tăng nồng độ prolactin do domperidone sản xuất đã giảm (53,2   ng / mL; 6,6 lần so với đường cơ sở), nhưng sự gia tăng nồng độ prolactin được tạo ra bởi metoclopramide, ngược lại, đã tăng lên (179,6   ng / mL; 24,3 lần so với đường cơ sở). Điều này chỉ ra rằng sử dụng cả domperidone và metoclopramide cấp tính và mãn tính đều có hiệu quả trong việc tăng mức độ prolactin, nhưng có tác dụng khác biệt đối với việc tiết prolactin khi điều trị mãn tính. Cơ chế của sự khác biệt là chưa biết. Sự gia tăng nồng độ prolactin quan sát được với hai loại thuốc này, như mong đợi, ở phụ nữ nhiều hơn ở nam giới. Điều này dường như là do nồng độ estrogen cao hơn ở phụ nữ, vì estrogen kích thích tiết prolactin.
Để so sánh, mức độ prolactin bình thường ở phụ nữ là dưới 20 ng/mL, mức prolactin đạt đỉnh ở mức 100 đến 300   ng / mL khi đẻ ở phụ nữ mang thai và ở phụ nữ cho con bú, nồng độ prolactin đã được tìm thấy là 90   ng / mL sau 10 ngày sau sinh và 44 ng/mL sau 180 ngày sau sinh.

#### Ảnh hưởng đến mứcTSH
Cùng với prolactin, domperidone, ở mức độ thấp hơn, đã được tìm thấy để tăng bài tiết hormone kích thích tuyến giáp (TSH), ngay cả ở những bệnh nhân bị suy giáp. Một đơn 4   mg domperidone tiêm tĩnh mạch tạo ra mức TSH cao nhất gấp 1,9 lần so với mức cơ bản và mức prolactin cao nhất gấp 23 lần so với đường cơ sở (xảy ra sau 30 phút sau khi dùng thuốc) ở phụ nữ bị suy giáp. Mức độ TSH và prolactin giảm xuống lần lượt là 1,6 lần và 17 lần so với đường cơ sở, sau 120 phút sau khi dùng thuốc.

### Dược động học
Với đường uống, domperidone được chuyển hóa rộng rãi ở gan (hầu như chỉ có CYP3A4 / 5, mặc dù những đóng góp nhỏ của CYP1A2, CYP2D6 và CYP2C8 cũng đã được báo cáo)  và trong ruột.  Do hiệu ứng vượt qua đầu tiên được đánh dấu qua tuyến đường này, sinh khả dụng đường uống của domperidone thấp (13-17%); ngược lại, sinh khả dụng của nó cao thông qua tiêm bắp (90%). Thời gian bán hủy cuối cùng của domperidone là 7,5 giờ ở người khỏe mạnh, nhưng có thể kéo dài đến 20 giờ ở những người bị rối loạn chức năng thận nặng. Tất cả các chất chuyển hóa của domperidone đều không hoạt động dưới dạng phối tử thụ thể D2.  Thuốc là chất nền cho chất vận chuyển P-glycoprotein (ABCB1), và các nghiên cứu trên động vật cho thấy đây là lý do cho sự thâm nhập hệ thống thần kinh trung ương thấp của domperidone.

## Hóa học
Domperidone là một dẫn xuất của benzimidazole và có cấu trúc liên quan đến thuốc an thần kinh butyrophenone như haloperidol.

## Lịch sử
- 1974 - Domperidone được tổng hợp tại Janssen Pharmaceutica [70] sau khi nghiên cứu về thuốc chống loạn thần.[71] Các dược sĩ của Janssen đã phát hiện ra rằng một số loại thuốc chống loạn thần có tác dụng đáng kể đối với các thụ thể dopamine trong vùng kích hoạt hóa chất trung tâm điều hòa nôn mửa và bắt đầu tìm kiếm một chất đối kháng dopamine sẽ không vượt qua hàng rào máu não, do đó không có tác dụng phụ ngoại bào được kết hợp với các loại thuốc này.[71] Điều này dẫn đến việc phát hiện ra domperidone như một chất chống nôn mạnh mẽ với các hiệu ứng trung tâm tối thiểu.[71][72]
- 1978 - Vào ngày 3 tháng 1 năm 1978 Domperidone được cấp bằng sáng chế tại Hoa Kỳ theo bằng sáng chế US4066772 A. Đơn đã được nộp vào ngày 17 tháng 5 năm 1976. Jan Vandenberk, Ludo EJ Kennis, Marcel JMC Van der Aa và những người khác đã được trích dẫn là nhà phát minh.
- 1979 - Domperidone được bán dưới tên thương mại "Motilium" ở Thụy Sĩ và (Tây) Đức.[73]
- 1999 - Domperidone được giới thiệu dưới dạng viên nén tan rã (dựa trên công nghệ Zydis).[74]
- Dược phẩm Janssen đã đưa domperidone trước Cục Quản lý Dược Liên bang Hoa Kỳ (FDA) nhiều lần, kể cả trong những năm 1990.
- 2014 - Vào tháng 4 năm 2014 Nhóm phối hợp về các thủ tục nhận biết và phân cấp lẫn nhau - Con người (CMDh) đã công bố thông cáo báo chí chính thức đề nghị hạn chế sử dụng thuốc có chứa domperidone. Nó cũng chấp thuận các đề xuất được công bố trước đó của Ủy ban đánh giá rủi ro cảnh giác dược (PRAC) chỉ sử dụng domperidone để chữa buồn nôn và nôn và giảm liều tối đa hàng ngày xuống 10 mg.[9]

## Xã hội và văn hoá

### Tên gốc
Domperidone là tên gốc của thuốc và INN, USAN, BAN và JAN.

### Tính khả dụng
Năm 2007, đã có báo cáo rằng domperidone đã có mặt ở 58 quốc gia. Nó có sẵn không cần kê đơn để điều trị trào ngược dạ dày và chứng khó tiêu chức năng ở nhiều quốc gia, như Ireland, Hà Lan, Ý, Nam Phi, Mexico, Chile và Trung Quốc.
Domperidone thường không được chấp thuận sử dụng tại Hoa Kỳ. Có một ngoại lệ khi sử dụng ở những người có triệu chứng rối loạn tiêu hóa điều trị theo ứng dụng Thuốc điều tra mới của FDA.

## Nghiên cứu
Domperidone đã được nghiên cứu như một biện pháp tránh thai nội tiết tố tiềm năng để tránh mang thai ở phụ nữ.